# Rytířské skutky Ogiera Dánského
Rytířské skutky Ogiera Dánského (asi 1215, La chevalerie Ogier de Danemarche) je rozsáhlý francouzský středověký hrdinský epos, jeden z tzv. chansons de geste, patřící do Cyklu Doona Mohučského. Za autora je považován jakýsi Raimbert de Paris. Historickým podkladem písně je výprava Karla Velikého do Itálie proti langobardskému králi Didierovi v letech 772 až 773.
Rytíř Ogier (někdy také Ožier) je vnukem Doona Mohučského a je jeho nejslavnějším potomkem. Jeho otcem je nejstarší Doonův syn Gaufrey Dánský (Gaufrey de Danemarche), dobyvatel Dánska (odtud i Ogierův přídomek).
K eposu byl ve 13. století vytvořen prolog Ogierovo mládí (asi 1273–1274, Enfances Ogier) od Adeneta le Roi (existuje rovněž frankoitalská verze) a epilog Ogierovo mnišství (Moniage Ogier). který se dochoval v latinské legendě meauxského opatství. Ogier je rovněž hrdinou provensálské písně Chanson d'Agolant z počátku 14. století.
Dnes ztracená je píseň Ogier le Danois od lutyšského francouzsky píšícího básníka a prozaika Jeana d'Outremeuse z druhé poloviny 14. století.

## Obsah písně

Socha rytíře Ogiera Dánského z roku 1907 od Hanse Pedera Pedersena-Dana umístěná na zámku Kronborg v Dánsku.

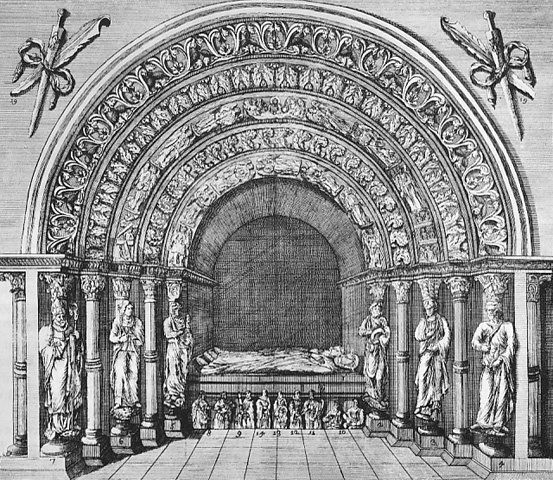
Hrob Ogiera Dánského (kresba z 19. století)

Ogier patří k významným rytířům císaře Karla Velikého. Když císařův prchlivý syn Charlot zabije v hádce týkající se partie šachu Ogierova nemanželského syna a císař jej odmítne potrestat, přísahá Ogier pomstu a odchází na dvůr langobardského krále Didiera, který proti císaři povstane. V bitvě, ve které je Didier poražen, zabije Ogier Amise a Amila, hrdiny stejnojmenného eposu líčícího jejich věrné přátelství.
Z prohrané bitvy unikne Ogier jen díky svému zázračnému koni a je pak sedm let obléhán na hradě Castelfort, kde jej nakonec zajme rytíř a kněz Turpin. Ze soucitu ke svému někdejšímu druhu si vymůže na císaři, že jej může sám uvěznit v remešském Porte de Mars za podmínky, že jej umoří hladem, což ovšem Turpin nesplní.
Když po sedmi letech vtrhnou do Francie Saracéni, celá země volá po Ogierovi. Císař se proto zeptá Turpina na jeho osud a dozví se, že hrdina žije. Bojí se jej však pustit na svobodu pro jeho přísahu, že se Charlotovi pomstí.. Nakonec mu nezbude nic jiného, než Ogiera propustit. Ten skutečně saracénského krále porazí a zajme. Ogierova pomsta na Charlotovi se pak díky zjeveni anděla zmírní na pohlavek. Nakonec se Ogier ožení s dcerou anglického krále a od císaře obdrží jako léno Henegavsko a Brabant.

## Obsah dalších písní o Ogierovi

### Ogierovo mládí
O prvních Ogierových statečných činech vypráví píseň Ogierovo mládí (asi 1273–1274, Enfances Ogier) od Adeneta le Roi, ve které jsou vylíčeny Ogierovy hrdinské skutky při boji se Saracény v Itálii.

### Aspremont
S Ogierem se rovněž setkáme v provensálské písni z Karolínského (královského) cyklu Aspremont, jejímž obsahem je mimo jiné souboj Ogiera s africkým emírem Agolantem.

### Otinel
V eposu Otinel (asi 2. polovina 13. století) je Ogier při vojenském tažení císaře Karla v Lombardii zajat Saracény a nucen přihlížet bitvě. Podaří se mu však včas uniknout a přispěje k vítězství.

### Ogierovo mnišství
Závěr Ogierova života je obsahem písně Ogierovo mnišství (Moniage Ogier) ze 13. století. Na vrcholu své světské slávy pozná Ogier její marnost a rozhodne se, že se stane řeholníkem. Oblékne si kutnu, chodí od kostela ke kostelu a zvoní zvonky upevněnými na jeho poutnické holi, aby poznal, kde vládne opravdová kázeň. Zjistí, že jedině v meauxském chrámu se mniši nedali zvonky vyrušit z rozjímání. Vstoupí proto do jejich kláštera, kde dožije svůj život..